# Sven-Göran Eriksson
Sven-Göran Eriksson (Sunne, 5 februari 1948 – aldaar, 26 augustus 2024) was een Zweedse voetbalcoach.

## Carrière
Als speler was Eriksson actief in de lagere divisies van het Zweedse voetbal. In 1975 was hij gedwongen om voortijdig te stoppen als voetballer, ten gevolge van een knieblessure. Hierna begon hij met het behalen van zijn trainerscursussen. Op de trainerscursus bouwde hij een vriendschap op met Gunder Bengtsson, met wie hij samen in 1979 het hoogste diploma behaalde.
Eriksson begon als coach bij Degerfors IF, dat hij in drie jaar van de derde naar de eerste divisie bracht. Door dit succes kon hij in 1979 bij IFK Göteborg tekenen, waarmee hij in 1982 kampioen werd, de nationale beker won en bovendien de UEFA Cup won.
Dit Europese succes zorgde ervoor dat SL Benfica hem aantrok als coach, waarmee hij twee jaar na elkaar kampioen werd. In 1984 vertrok hij naar Roma. hier was hij minder succesvol; de Coppa Italia in 1986 was de enige prijs die hij won. Na twee eveneens prijsloze jaren bij Fiorentina, tekende Eriksson wederom bij Benfica. In 1990 haalt hij de finale van de Europacup I, waar met 1-0 van AC Milan werd verloren. In 1991 wist hij wederom landskampioen te worden.
Vanaf 1992 was hij werkzaam bij Sampdoria, maar was daar minder succesvol. Alleen de Coppa Italia werd hier in 1994 gewonnen. Het succes kwam terug toen hij in 1997 tekende bij Lazio Roma. In 1998 en 2000 won hij met Lazio de Coppa Italia, in 1999 de Europacup II en de Europese Supercup en in 2000 de nationale titel. Voor Lazio was dit pas het tweede kampioenschap in haar geschiedenis.
Vanaf 2001 was Eriksson werkzaam als bondscoach van Engeland. Hiermee wist hij geen prijzen te winnen. Het WK 2006 was zijn laatste kans hier een prijs te winnen, na dit toernooi stopte hij als bondscoach van Engeland.
In het seizoen 2007-2008 was hij trainer van Manchester City. Hij verliet de club na 1 seizoen en werd bondscoach van Mexico, maar daar werd hij op 3 april 2009 ontslagen vanwege tegenvallende resultaten. Op 22 juli 2009 werd bekend dat hij technisch directeur en aandeelhouder werd van vierdeklasser Notts County FC
Eriksson was tot februari 2010 algemeen directeur bij Notts County. In de zomer van dat jaar was hij bondscoach van Ivoorkust tijdens het WK 2010. De eerste wedstrijd tegen Portugal eindigde in 0-0. De tweede wedstrijd werd verloren met 3-1 van Brazilië, de laatste wedstrijd tegen Noord-Korea werd met 3-0 gewonnen. Daarmee eindigde Ivoorkust op een derde plaats, waarmee de tweede ronde van het WK 2010 niet gehaald werd. Met ingang van 22 augustus 2010 werd Eriksson opgevolgd door voormalig Ivoriaans international François Zahoui, die in de periode na het WK was aangesteld als interim-coach.
Hij kreeg op 10 oktober 2010 opdracht Leicester City te behoeden voor degradatie uit de Football League Championship.
In januari 2024 maakte Eriksson bekend alvleesklierkanker te hebben en nog maximaal een jaar te leven hebben. Op 26 augustus van dat jaar overleed hij op 76-jarige leeftijd.

## Erelijst
Als trainer
| Competitie                    |           |                           |           |           |
| Competitie                    | Aantal    | Jaren                     |           |           |
| Degerfors                     | Degerfors | Degerfors                 | Degerfors | Degerfors |
| ----------------------------- | --------- | ------------------------- | --------- | --------- |
| Division 3                    | 1x        | 1977/78                   |           |           |
| Göteborg                      |           |                           |           |           |
| Internationaal                |           |                           |           |           |
| UEFA Cup                      | 1x        | 1981/82                   |           |           |
| Nationaal                     |           |                           |           |           |
| Allsvenskan                   | 1x        | 1981/82                   |           |           |
| Svenska Cupen                 | 2x        | 1978/79, 1981/82          |           |           |
| Benfica                       |           |                           |           |           |
| Primeira Divisão              | 3x        | 1982/83, 1983/84, 1990/91 |           |           |
| Taça de Portugal              | 1x        | 1982/83                   |           |           |
| Supertaça Cândido de Oliveira | 1x        | 1989                      |           |           |
| AS Roma                       |           |                           |           |           |
| Coppa Italia                  | 1x        | 1985/86                   |           |           |
| Sampdoria                     |           |                           |           |           |
| Coppa Italia                  | 1x        | 1993/94                   |           |           |
| Lazio Roma                    |           |                           |           |           |
| Internationaal                |           |                           |           |           |
| Europacup II                  | 1x        | 1998/99                   |           |           |
| UEFA Super Cup                | 1x        | 1999                      |           |           |
| Nationaal                     |           |                           |           |           |
| Serie A                       | 1x        | 1999/00                   |           |           |
| Coppa Italia                  | 2x        | 1997/98, 1999/00          |           |           |
| Supercoppa Italiana           | 2x        | 1998, 2000                |           |           |

Individueel
- Serie A Trainer van het Jaar: 2000

1 Seaman ·
2 Mills ·
3 A. Cole ·
4 Sinclair ·
5 Ferdinand ·
6 Campbell ·
7 Beckham  ·
8 Scholes ·
9 Fowler ·
10 Owen ·
11 Heskey ·
12 Brown ·
13 Martyn ·
14 Bridge ·
15 Keown ·
16 Southgate ·
17 Sheringham ·
18 Hargreaves ·
19 J. Cole ·
20 Vassell ·
21 Butt ·
22 James ·
23 Dyer ·
Coach: Eriksson
1 James ·
2 G. Neville ·
3 A. Cole ·
4 Gerrard ·
5 Terry ·
6 Campbell ·
7 Beckham  ·
8 Scholes ·
9 Rooney ·
10 Owen ·
11 Lampard ·
12 Bridge ·
13 Robinson ·
14 P. Neville ·
15 King ·
16 Carragher ·
17 Butt ·
18 Hargreaves ·
19 J. Cole ·
20 Dyer ·
21 Heskey ·
22 Walker ·
23 Vassell ·
Coach: Eriksson
1 Robinson ·
2 Neville ·
3 A. Cole ·
4 Gerrard ·
5 Ferdinand ·
6 Terry ·
7 Beckham  ·
8 Lampard ·
9 Rooney ·
10 Owen ·
11 J. Cole ·
12 Campbell ·
13 James ·
14 Bridge ·
15 Carragher ·
16 Hargreaves ·
17 Jenas ·
18 Carrick ·
19 Lennon ·
20 Downing ·
21 Crouch ·
22 Carson ·
23 Walcott ·
Coach: Eriksson